# Reconstitution en droit français
Pour les articles homonymes, voir Reconstitution.
La reconstitution en droit français est un acte généralement accompli au cours de l'instruction d'une affaire judiciaire afin de procéder à la reconstitution d'un crime ou d'un délit.
Le CNTRL présente une définition simple : « Répétition simulée d'un crime, d'un accident, généralement sur les lieux de l'enquête. »

## Principe général
L'acte de reconstitution n'est pas expressément défini dans le code de procédure pénale, cependant l'article 81 du CPP indique que le juge d'instruction procède « conformément à la loi à tous les actes d'information qu'il juge utiles à la manifestation de la vérité », et l'article 92 évoque « le transport aux fins de constatations utiles ». En outre, l'article 61-3 du code de procédure pénale dispose que le suspect qui participe à une opération de reconstitution bénéficie du droit à l'assistance d'un avocat.
Des plastrons, policiers, gendarmes ou comédiens, peuvent être utilisés sur commission rogatoire du juge d'instruction pour rejouer la scène du crime.

## Dans les arts

### Au cinéma
- Maigret tend un piège est un film franco-italien adapté du roman éponyme de Georges Simenon, réalisé par Jean Delannoy et sorti en 1958. Au cours du récit, le spectateur se rend compte que la reconstitution d'un meurtre commis par un assassin en série sera déterminante pour résoudre cette enquête.

- |La Reconstitution (grec moderne : Αναπαράσταση, Anaparastasi) est un film grec réalisé par Theo Angelopoulos, sorti en 1970 et dont les personnages principaux (juge, policiers, journalistes) tentent de reconstituer et comprendre un crime.